# SHADOW LADY
《SHADOW LADY》是日本漫畫家桂正和所創作的漫畫作品。共有3個版本，於《V Jump》連載的VJ版；於《少年Jump》連載的短篇版；於《週刊少年Jump》連載的WJ版。

## 概要
VJ版：《V Jump》的前身《週刊少年Jump特別編集増刊 V JUMP》1992年11月22日号到1993年4月4日号，之後於月刊雜誌《V Jump》1993年7月号（創刊号）刊載。於桂正和的插畫集《4C》（3冊組）中的第3冊《SHADOW LADY Katsura Masakazu Illustrations 3》全彩收錄。
短篇版：《週刊少年Jump》 1995年3・4合併号刊載。共46頁。收錄於《ZETMAN 桂正和短編集》和WJ版《SHADOW LADY》第3卷。
WJ版：1995年31号到1996年2号於《週刊少年JUMP》連載，單行本全3卷。

## 劇情簡介
VJ版
一名從小父母雙亡由祖父養大的少女，因開發的關係和祖父的家和森林即將消失，決定前往拜訪祖父的家。在地下室裡發現一個不可思議的粉盒，變身成為SHADOW LADY，為了守護在森林中的記憶，為籌措資金而變成怪盜。
粉盒的不同顏色變身後的型態各異，紅色是貓、黃色是兔、藍色是鳥、粉色是花、紫色是蜂。
短篇版
17歲的少女小森艾美對轉學生伴田明有好感，體育課時雖然不想在他面前丟臉，努力翻身上槓卻還是失敗，遭到嘲笑。奶奶為了讓他心情好點拿出傳家之寶「魔法眼影」，在半信半疑間艾美使用並變身為SHADOW LADY。在出去途中意外撞見轉學生，陰錯陽差下成為一起打擊犯罪的正義使者。
WJ版
在貧富差距極大的灰市上，一名害羞木訥的17歲少女小森艾美，在使用了小惡魔特製的「魔法眼影」化妝後，搖身一變成為令警方困擾的盜賊「SHADOW LADY」。在得知了SHADOW LADY真正任務後，為了把掉落人間界的5顆魔石回收，封印即將復活的魔人，拯救世界。

## 出版書籍
VJ版
- 4C / 1998年8月9日發售、ISBN 978-4-08-782762-0

〈SHADOW LADY Katsura Masakazu Illustrations 3〉
短篇版
- ZETMAN 桂正和短編集〈Jump Comics〉1995年7月9日發售、ISBN 978-4-08-871820-0

WJ版
- 單行本全3卷〈Jump Comics〉

| 冊數 | 集英社        | 集英社                 | 東立出版社    | 東立出版社         |
| 冊數 | 發售日期      | ISBN                   | 發售日期      | ISBN               |
| ---- | ------------- | ---------------------- | ------------- | ------------------ |
| 1    | 1996年1月15日 | ISBN 978-4-08-872041-8 | 1997年8月15日 | ISBN 957-34-5343-6 |
| 2    | 1996年5月15日 | ISBN 978-4-08-872042-5 | 1997年9月15日 | ISBN 957-34-5344-4 |
| 3    | 1996年9月9日  | ISBN 978-4-08-872043-2 | 1997年11月5日 | ISBN 957-34-5345-2 |